# Зимари (Великолукский район)
Зимари — деревня в Великолукском районе Псковской области России. Входит в состав Шелковской волости.

## География
Расположена на севере района, в 18 км к северу от райцентра Великие Луки и в 5 км к северу от волостного центра деревни Шелково.

## Население
| 2001 | 2002 | 2010 |
| ---- | ---- | ---- |
| 37   | ↗39  | ↘27  |

Численность населения деревни по оценке на начало 2001 года составляла 37 жителей.

## История
С января 1995 до декабря 2005 года деревня входила и с декабря 2014 года снова входит в состав Шелковской волости.  С января 2006 до декабря 2014 года Зимари входили в состав ныне упразднённой Марьинской волости.